# Nymphaea macrosperma
Nymphaea macrosperma är en näckrosväxtart som beskrevs av Elmer Drew Merrill och Perry. Nymphaea macrosperma ingår i släktet vita näckrosor, och familjen näckrosväxter. Inga underarter finns listade i Catalogue of Life.